# Clemens von Sonntag
Clemens von Sonntag  (* 4. Mai 1936 in Stuttgart; † 5. April 2013 in Mülheim an der Ruhr) war ein deutscher Chemiker.

## Leben
Clemens von Sonntag studierte klassische Archäologie und Chemie in Heidelberg, Wien und Karlsruhe von 1955 bis 1959. Er legte seine Diplomprüfung in Chemie 1962 an der Universität Heidelberg ab. 1964 wurde er am Kernforschungszentrum Karlsruhe mit einer Dissertation über Strahlenchemie bei Dietrich Schulte-Frohlinde promoviert. Nach einer Postdoktorandenzeit bei Frederick Sydney Dainton an der Universität Leeds, England, wurde er Gruppenleiter am Institut für Strahlenchemie des Kernforschungszentrums Karlsruhe. 1970 habilitierte er sich an der Universität Karlsruhe und wurde 1977 zum außerplanmäßigen Professor ernannt.
Er war mit der Malerin Ilsabe von Sonntag (1942–2016) verheiratet. Sie hatten drei gemeinsame Söhne.
Ab 1970 war Clemens von Sonntag Gruppenleiter am Max-Planck-Institut (MPI) für Kohlenforschung, Abteilung Strahlenchemie, später umbenannt in MPI für Strahlenchemie, Mülheim an der Ruhr, jetzt Max-Planck-Institut für Chemische Energiekonversion. Das Leibniz-Institut für Oberflächenmodifizierung begleitete er als Gründungsmitglied seit 1992. Nach seiner Pensionierung 2001 betreute er Studenten und Doktoranden an den Universitäten Dortmund und Duisburg-Essen.
Von Sonntag starb am 5. April 2013 in Mülheim an der Ruhr an den Folgen eines Glioblastoms.

## Wissenschaftliches Werk
Schon in Karlsruhe begannen mit Dietrich Schulte-Frohlinde die ersten Arbeiten zur Strahlenchemie der DNA, die in Mülheim ein Forschungsschwerpunkt werden sollte. So gelang 1975 die Aufklärung wesentlicher Aspekte des radikal-induzierten DNA Strangbruchs. Von Sonntags Arbeiten führten zu einem ersten mechanistischen Verständnis der verschiedenen Wege des durch Hydroxylradikale verursachten DNA-Strangbruchs und haben dieses Forschungsgebiet über Jahre hinweg geprägt.
Gegen Ende des 20. Jahrhunderts stellte es sich heraus, dass die biologische Wirkung ionisierender Strahlung durch biologische Prozesse dominiert wird. Auf der Kenntnis der Strahlenchemie des Wassers aufbauend folgten Arbeiten zur Trinkwasser- und später Abwasserbehandlung mit UV, Wasserstoffperoxid und Ozon. Mit Stand 2005 hatte er 394 Publikationen verfasst und laut Nachruf insgesamt 427. Stand 2023 listet Web of Science 302 Publikationen, wobei aber 49 weitere Arbeiten nicht erfasst werden. Gemeinsam ergeben sich 351 referierte Publikationen, die knapp 13.000 mal zitiert wurden, und ein h-Index von 62.

## Auszeichnungen
- J. J. Weiss Medal der British Association for Radiation Research zusammen mit Dietrich Schulte-Frohlinde (1984)[14]
- Maria Sklodowska-Curie Medaille der Polish Society for Radiation Research (2000)[15]
- Memorial Issue des International Journal of Radiation Biology (2014)[16]

## Schriften (Auswahl)
- Zur Co-60-γ-Radiolyse von Isopropanol und seinen Mischungen: Energieleitung im System Benzol-Benzophenon-Isopropanol. Kernforschungszentrum Karlsruhe, Juli 1964 (kit.edu – Doktorarbeit).
- The Chemical Basis of Radiation Biology. Taylor and Francis, London 1987, ISBN 0-85066-375-X (archive.org).
- mit Heinz-Peter Schuchmann: Ionizing radiation damage to DNA. In: Robert A Meyers (Hrsg.): Encyclopedia of molecular biology and molecular medicine. Band 3. VCH, Weinheim 1996 (archive.org).
- Free-Radical-Induced DNA Damage and its Repair. A Chemical Perspective. Springer Verlag, Berlin, Heidelberg 2006, ISBN 978-3-540-30592-7.
- mit U. von Gunten: Chemistry of Ozone in Water and Wastewater Treatment: From Basic Principles to Applications. IWA Publishing, London 2012, ISBN 978-1-84339-313-9.